# Pianista

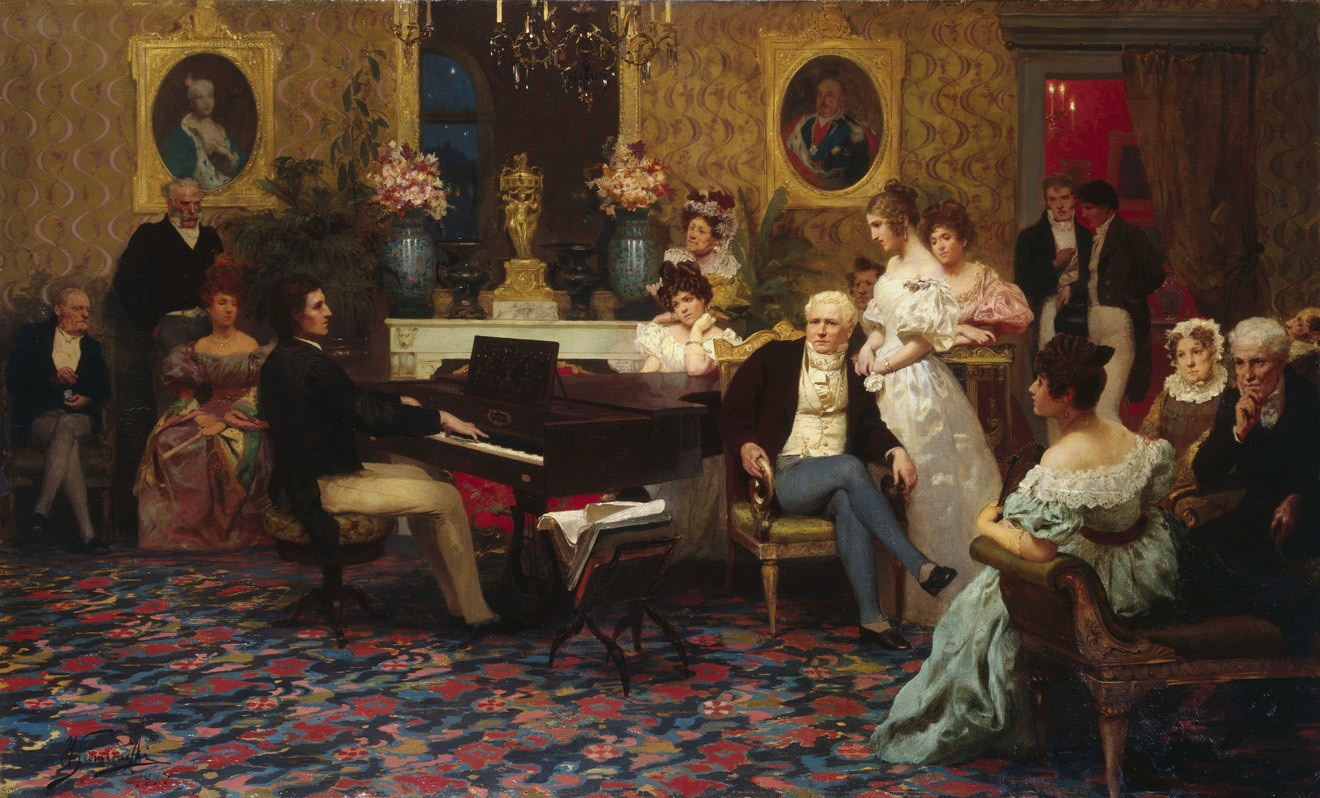
Fryderyk Chopin suona per i Radziwiłł nel 1829 (dipinto di Henryk Siemiradzki, 1887)

Un pianista è un musicista specializzato nel suonare il pianoforte, strumento che può essere a coda, verticale o  elettrico. La maggior parte dei pianisti può comunque suonare alche altri strumenti a tastiera, dall'organo al clavicembalo alla celesta al sintetizzatore. Il repertorio di un pianista può essere molto vasto, abbraccia infatti diverse tipologie di musica, dalla classica al jazz al blues alla musica popolare. Il termine è utilizzato per indicare chi suona il pianoforte in ambito professionale come solista o facente parte di un complesso musicale o ancora come accompagnatore.

## Storia
Il pianista, come figura professionale e artistica, si è sviluppato nel corso dei secoli in parallelo con l'evoluzione del pianoforte e della musica occidentale.

### Origini (XVIII secolo): i primi pianisti
Il pianoforte fu inventato all'inizio de XVIII secolo dall'italiano Bartolomeo Cristofori che, dopo aver realizzato il fortepiano, nel 1709 pubblicò la descrizione di uno strumento che ovviava agli aspetti poco vantaggiosi del clavicembalo utilizzando una tastiera a corde percosse. Il nuovo strumento musicale univa le caratteristiche del clavicembalo (che produceva suono con corde pizzicate) e del fortepiano (che permetteva di variare l'intensità del suono). Il pianoforte, a differenza degli strumenti precedenti, permetteva una maggiore espressione dinamica e il controllo sul volume sonoro, rendendolo ideale per una nuova forma di esecuzione musicale.
Nei primi decenni, il pianoforte non era un mezzo di espressione artistica autonomo. I musicisti, principalmente clavicembalisti o compositori usavano il pianoforte come strumento per accompagnare la musica da camera o per eseguire brani di altri compositori.
Tra i primi esecutori celebri vi erano Johann Sebastian Bach che compose diverse opere per clavicembalo eseguibili anche sul clavicordo, e Domenico Scarlatti che eseguiva le proprie composizioni sul clavicembalo ma anche sul fortepiano.
La vera svolta si ebbe con Wolfgang Amadeus Mozart che scrisse numerosi concerti per pianoforte e orchestra, consolidando la posizione del pianoforte come strumento solista. Durante un suo viaggio a Mannheim nel 1777 ebbe modo di conoscere un nuovo tipo di pianoforte, opera del costruttore Johann Andreas Stein, strumento tecnicamente fra i più avanzati dell'epoca che inflenzerà le sue composizioni e le sue esecuzioni. Mozart fu uno dei primi a sfruttare appieno le potenzialità espressive del pianoforte, unendole alla sua tecnica compositiva innovativa. Nelle sue composizioni, il pianoforte era tanto un mezzo per esplorare la melodia quanto uno una risorsa per creare effetti dinamici e armonici.
Alla fine del Settecento il centro di costruzione di pianoforti divenne Vienna. Il compositore e pianista Johann Nepomuk Hummel si esibiva sui pianoforti a coda viennesi con grande agilità e realizzando numerose sfumature di suono. La forza e l'impeto di Ludwig van Beethoven, anch'egli notevole pianista, richiedevano invece strumenti più strutturati come il Broadwood, da lui preferito.

### Il virtuosismo pianistico (XIX secolo)

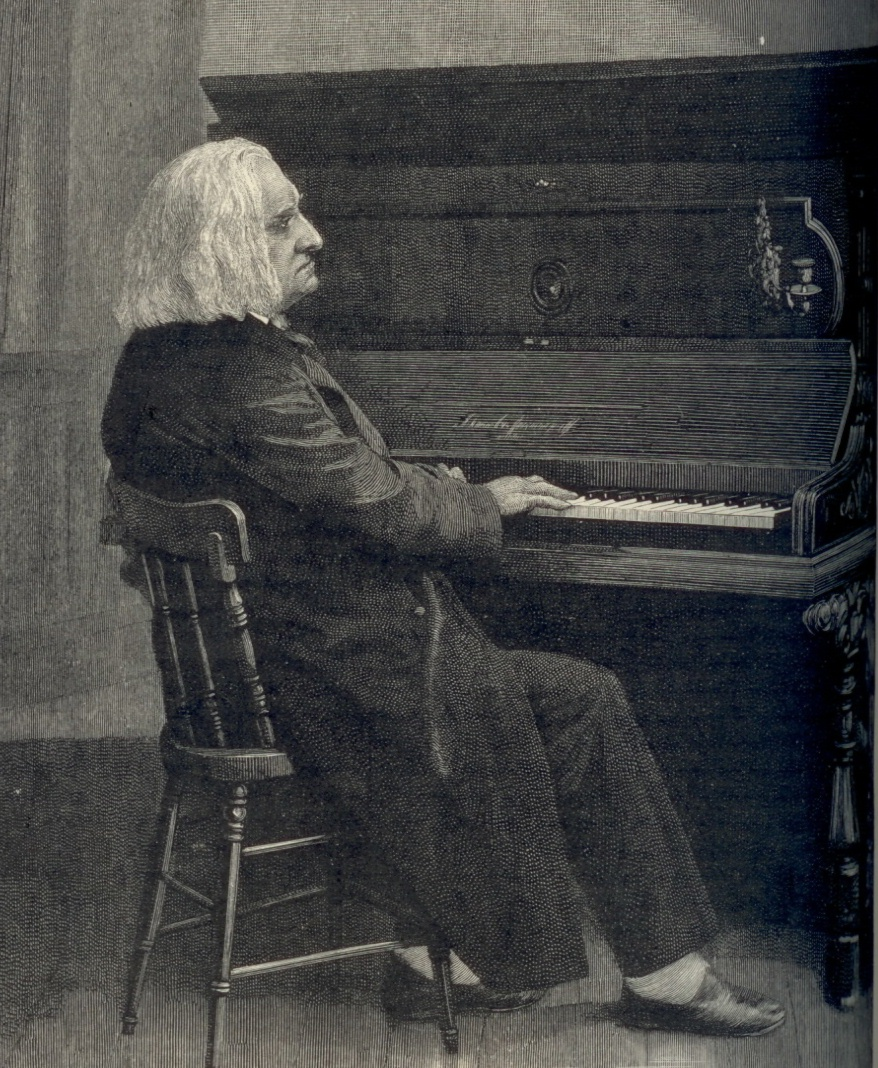
Franz Liszt al pianoforte

Nel XIX secolo, il pianoforte subì importanti modifiche tecniche a opera soprattutto di Sébastien Érard che permisero una maggiore estensione sonora e una maggiore capacità di espressione. L'introduzione del "doppio scappamento" permetteva la ripetizione ravvicinata dei suoni migliorando in tal modo il meccanismo d'azione sui tasti; inoltre le corde diventarono più lunghe e il pianoforte fu in grado di ottenere sonorità sia più forti sia molto delicate. Queste innovazioni permisero ai pianisti di eseguire composizioni più complesse e di sfruttare a pieno le capacità dello strumento.
Con l'avvento del romanticismo, la figura del pianista divenne simbolo di virtuosismo e passione. Fryderyk Chopin, denominato "il poeta del pianoforte", rivoluzionò il linguaggio pianistico, creando composizioni molto emotive e intense con uno stile unico e individuale. La sua musica era caratterizzata da melodie raffinate, armonie innovative e tecniche pianistiche difficili da replicare come il suo straordinario utilizzo del rubato, di grande efficacia artistica.
Un altro gigante del pianoforte dell'epoca fu Franz Liszt, considerato uno dei pianisti più virtuosi di tutti i tempi. Liszt non solo migliorò la tecnica pianistica, ma la portò a un livello straordinario di difficoltà. È noto anche per aver svolto un ruolo cruciale nella diffusione del pianoforte come strumento solista da concerto, a lui si deve infatti l'innovazione del recital concertistico realizzando a Roma, nel 1839, un vero e proprio "spettacolo" con esecuzioni pianistiche di grande effetto.

### La nascita del pianismo moderno (XX secolo)
Il XX secolo segnò il trionfo del pianista come figura centrale della musica classica, ma anche un periodo di grande sperimentazione di tutti i generi musicali.
Molti compositori scrissero numerose opere per pianoforte e furono anche grandi pianisti. Claude Debussy realizzò molti lavori per questo strumento, da lui prediletto, che rompevano con la tradizione tonale, influenzando profondamente il pianismo moderno. Sergej Prokof'ev realizzò partiture innovative, dirompenti, che eseguiva personalmente nei concerti e che diventarono capisaldi del nuovo pianismo novecentesco.
I pianisti classici come Sergej Rachmaninov, Arthur Rubinstein e Vladimir Horowitz continuarono a mantenere alta la tradizione romantica, ma iniziarono anche a confrontarsi con le innovazioni del Novecento. 
Nel contesto del jazz, il pianista acquisì un ruolo ancora più innovativo. I pianisti jazz come Art Tatum, Bill Evans e Thelonious Monk introdussero l'improvvisazione come elemento centrale della loro musica. Questi pianisti non solo eseguivano composizioni, ma le trasfiguravano istantaneamente con nuove armonie, ritmi e melodie creando dialogo continuo con la struttura e la libertà creativa.
Nel XX secolo il pianista si confrontò anche con l'uso della tecnologia. Con l'introduzione di pianoforti elettronici e sintetizzatori, i pianisti iniziarono a esplorare nuove sonorità. Allo stesso tempo, pianisti come Glenn Gould portarono il pianoforte in una dimensione più intellettuale, usando un approccio estremamente analitico alla musica. Molti grandi pianisti hanno cercato di perfezionare al massimo le esecuzioni specializzandosi su compositori particolari, così Arthur Rubinstein con Chopin, Wilhelm Backhaus con Beethoven; altri, come Arturo Benedetti Michelangeli o Maurizio Pollini, hanno centellinato le registrazioni proprio nella ricerca di interpretazioni perfette.

### Il pianista contemporaneo (XXI secolo)
Oggi il pianista può essere un concertista, un improvvisatore, un educatore o anche un artista che integra il pianoforte con tecnologie moderne. Pianisti come Lang Lang, Yuja Wang e Daniil Trifonov sono esempi di una nuova generazione che porta il pianismo soprattutto alla spettacolarità e alla visibilità mediatica. Tuttavia, il pianista contemporaneo non si limita solo alla musica classica; molti infatti esplorano anche il jazz, la musica elettronica e la musica pop.
Inoltre, grazie all'accesso a risorse come video e registrazioni, i pianisti oggi possono condividere il loro repertorio con una platea globale, superando ogni barriera geografica. Allo stesso tempo, pianisti come Ludovico Einaudi hanno portato la musica per pianoforte ad un pubblico vasto ed eterogeneo, mescolando stili classici, minimalisti e contemporanei.

## Pianisti celebri

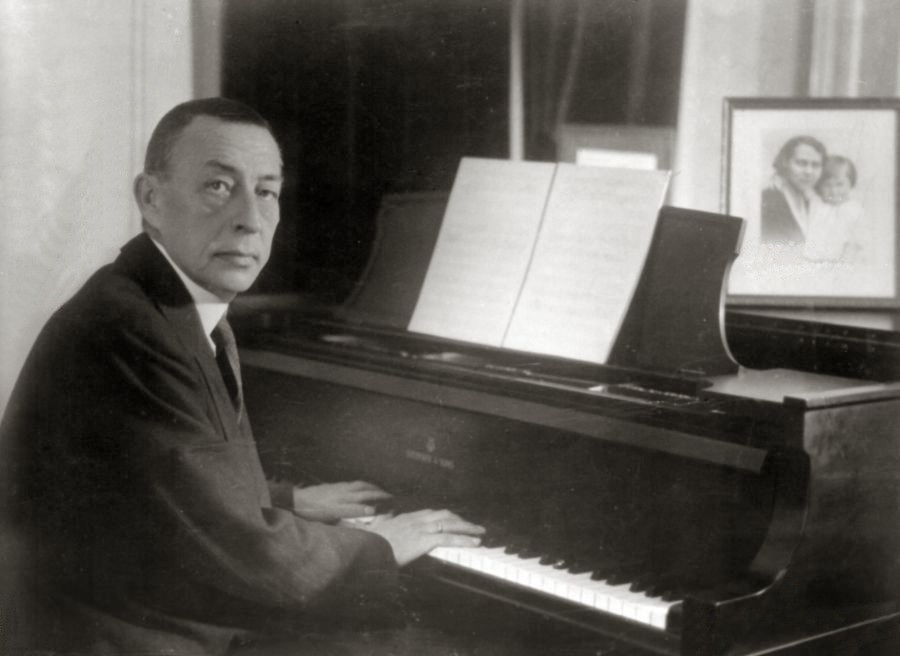
Sergej Rachmaninov che suona un pianoforte Steinway & Sons

Duke Ellington al pianoforte. Hurricane Club, 1943

- Wolfgang Amadeus Mozart
- Ludwig van Beethoven
- Muzio Clementi
- Johann Nepomuk Hummel
- Fryderyk Chopin
- Carl Czerny
- Robert Schumann
- Clara Schumann
- Franz Liszt
- Johannes Brahms
- Camille Saint-Saëns
- Anton Rubinštejn
- Claude Debussy
- Ferruccio Busoni
- Sergej Rachmaninov
- Alfred Cortot
- Arthur Rubinstein
- Wilhelm Backhaus
- Glenn Gould
- Ėmil' Gilel's
- Vladimir Horowitz
- Claudio Arrau
- Arturo Benedetti Michelangeli
- Svjatoslav Richter
- Maurizio Pollini
- Ludovico Einaudi
- Duke Ellington
- Art Tatum
- Bill Evans
- Thelonious Monk

## Ilpianistanella cinematografia
La figura del pianista ricorre spesso nel cinema:
- Roman Polański è il regista del film Il pianista del 2002, tratto dall'omonimo romanzo autobiografico, che ha per protagonista il pianista polacco Władysław Szpilman che sopravvisse all'Olocausto del 1939–1945.
- Il termine pianista ricorre anche nel titolo di un altro film, La leggenda del pianista sull'oceano di Giuseppe Tornatore, tratto dal monologo Novecento di Alessandro Baricco.
- In Shine, film del 1996, è raccontata la storia romanzata del pianista australiano David Helfgott.
- Al femminile ricordiamo La pianista, film del 2001, regia di Michael Haneke con Isabelle Huppert.
- Il film Lezioni di piano, vincitore di tre Premi Oscar e della Palma d'oro ha per protagonista femminile Ada, una pianista profondamente legata al suo strumento.
- Pianista celebre, e spesso citato, è Sam in Casablanca, esortato da Ingrid Bergman, con una battuta rimasta famosa, a suonare la canzone As Time Goes By.